# チャド・メンデス
チャド・メンデス（Chad Mendes、1985年5月1日 - ）は、アメリカ合衆国の男性元総合格闘家。カリフォルニア州ハンフォード出身。

## 来歴
5歳の頃から父親の指導でレスリングを始め、カリフォルニア・ポリテクニック州立大学サンルイスオビスポ校時代はNCAAディビジョン1でオールアメリカンに2度選出された。2008年にはNCAAディビジョン1選手権で2位になっている。
ハンフォード高校時代にユライア・フェイバーと出会い、総合格闘技に興味を持つ。大学卒業後に総合格闘家となるためにサクラメントに引っ越し、フェイバーの家に居候しながら総合格闘技の練習を始めた。

### WEC
2010年3月6日、WEC初出場となったWEC 47でエリック・コクと対戦し、判定勝ち。
2010年8月18日、WEC 50でカブ・スワンソンと対戦し、判定勝ち。

### UFC
2011年2月5日、UFC初出場となったUFC 126で小見川道大と対戦し、3-0の判定勝ち。
2012年1月14日、ブラジルで開催されたUFC 142でUFC世界フェザー級王者ジョゼ・アルドに挑戦し、1R終了1秒前に膝蹴りを受けてKO負けを喫し王座獲得に失敗した。キャリア12戦目で初黒星となった。
2012年7月29日、地元ハンフォードのバーで男を殴った容疑で起訴された。
2013年8月31日、UFC 164でフェザー級ランキング9位のクレイ・グイダと対戦し、3RにパウンドでTKO勝ち。ノックアウト・オブ・ザ・ナイトを受賞した。
2013年12月14日、UFC on FOX 9でフェザー級ランキング8位のニック・レンツと対戦し、3-0の判定勝ち。5連勝となった。
2014年8月2日、地元カリフォルニア州で開催予定だったUFC 176でUFC世界フェザー級王者ジョゼ・アルドと再戦予定であったが、アルドの首の怪我のため延期となった。前回アルドに挑戦したときも、怪我で一度延期となりアルドの地元ブラジルで戦う事になったため「いい加減ウンザリだよ。アルドはずっとこんな調子じゃないか」と不満を示した。
2014年10月25日、ブラジルで開催されたUFC 179でUFC世界フェザー級王者ジョゼ・アルドと再戦。一進一退の打撃戦を繰り広げたが、0-3の5R判定負けを喫し王座獲得に失敗した。敗れはしたものの、ファイト・オブ・ザ・ナイトを受賞した。
2015年4月4日、UFC Fight Night: Mendes vs. Lamasでフェザー級ランキング4位のリカルド・ラマスと対戦し、パウンドで1RTKO勝ち。パフォーマンス・オブ・ザ・ナイトを受賞した。
2015年7月11日、負傷欠場した王者ジョゼ・アルドの代役として試合2週間前に試合を受け、UFC 189のUFC世界フェザー級暫定王座決定戦でフェザー級ランキング3位のコナー・マクレガーと対戦。テイクダウンを立て続けに奪いパウンドと肘打ちを浴びせるなど優勢に試合を進めるも、準備期間の短さからかスタミナ切れをおこし、2Rに左ストレートからのパウンドでTKO負け。王座獲得に失敗した。
2015年12月11日、The Ultimate Fighter 22 Finaleでフェザー級ランキング2位のフランク・エドガーと対戦し、左フックで1RKO負け。
2016年7月20日、米国アンチドーピング機関（USADA）は5月17日に実施した競技外抜き打ち検査でメンデスから禁止薬物GHRP-6の陽性反応が検出されたため、2年間の出場停止処分を科したことを発表した。メンデスは自身が使用した乾癬予防の塗り薬が原因だと主張したが、処分が覆ることはなかった。
2018年7月14日、約2年7ヶ月ぶりの復帰戦となったUFC Fight Night: dos Santos vs. Ivanovでフェザー級ランキング12位のマイルズ・ジュリーと対戦し、左フックでダウンを奪いパウンドで1RTKO勝ち。パフォーマンス・オブ・ザ・ナイトを受賞した。
2018年12月29日、UFC 232でフェザー級ランキング10位のアレクサンダー・ヴォルカノフスキーと対戦。左フックでダウンを奪うも、立て直されて右フックで2RTKO負け。敗れはしたものの、ファイト・オブ・ザ・ナイトを受賞した。試合後に現役引退を表明した。

### BKFC
2021年8月4日、UFCとの試合契約が3試合残っていたがUFCにリリースを要求して認められ、ベアナックル・ボクシング団体BKFCと複数試合契約を結んだ。
2022年2月19日、ベアナックル・ボクシングのデビュー戦となったBKFC: KnuckleMania 2でジョシュア・アルバレスと対戦し、4回TKO勝ち。
2023年4月29日、BKFC 41で元UFC世界ライト級王者エディ・アルバレスと対戦。ダウンを奪い合う死闘を繰り広げるも、僅差で5回1-2の判定負け。試合後に格闘技からの引退を発表した。

## ファイトスタイル
元々はバックボーンのレスリングとグラウンドを主軸としたスタイルであり、2012年にジョゼ・アルドに敗戦を喫する以前は11勝のうち7勝が判定での勝利であったが、アルド戦以降は4試合連続でKO勝ちを収め、アルド戦後の計7勝のうち6勝がKO勝ちという戦績を残し、ハードパンチャーとしてのスタイルを確立した。また、筋骨隆々の体型にそぐう強靭なフィジカルを併せ持つ。

## 人物・エピソード
- 狩猟や釣りを趣味とし、自分で育てた物や狩った物しか食べないという[12]。本人曰く「米国で販売されている肉なんて物凄く化学製品が使われていて、一体何の肉かも分からない。自分の健康は自分で守らないと」と語っている。
- サクラメントで狩猟と釣りのガイドサービス「フィンツ・アンド・フェザーズ」を運営している[13]。
- ニックネームの由来はスパーリングで誰でもテイクダウンするため「金になるテイクダウンを持つ男」という意味でついた。当初は「Money Shot」というニックネームだったが、WECに出場するようになりペプシコーラなどとスポンサー契約を交わしたため毀損語のShotを外して「マネー」になったという[14]。
- ポルトガル系、イタリア系、アイルランド系、ヒスパニック、ネイティブ・アメリカンにルーツを持つ。
- 既婚者であり、2019年に娘が誕生している。

## 戦績

### プロ総合格闘技
| 総合格闘技 戦績 | 総合格闘技 戦績 | 総合格闘技 戦績 | 総合格闘技 戦績 | 総合格闘技 戦績 | 総合格闘技 戦績 | 総合格闘技 戦績 |
| --------------- | --------------- | --------------- | --------------- | --------------- | --------------- | --------------- |
| 23 試合         | (T)KO           | 一本            | 判定            | その他          | 引き分け        | 無効試合        |
| 18 勝           | 8               | 2               | 8               | 0               | 0               | 0               |
| 5 敗            | 4               | 0               | 1               | 0               | 0               | 0               |

| 勝敗 | 対戦相手                           | 試合結果                             | 大会名                                                           | 開催年月日     |
|      | マイク・リニャーレス               | 試合前                               | GFL 1                                                            | 2025年5月24日  |
| ×    | アレクサンダー・ヴォルカノフスキー | 2R 4:14 TKO（右フック）              | UFC 232: Jones vs. Gustafsson 2                                  | 2018年12月29日 |
| ○    | マイルズ・ジュリー                 | 1R 2:51 TKO（パウンド）              | UFC Fight Night: dos Santos vs. Ivanov                           | 2018年7月14日  |
| ×    | フランク・エドガー                 | 1R 2:28 KO（左フック）               | The Ultimate Fighter 22 Finale                                   | 2015年12月11日 |
| ×    | コナー・マクレガー                 | 2R 4:57 TKO（左ストレート→パウンド） | UFC 189: Mendes vs. McGregor 【UFC世界フェザー級暫定王座決定戦】 | 2015年7月11日  |
| ○    | リカルド・ラマス                   | 1R 2:45 TKO（パウンド）              | UFC Fight Night: Mendes vs. Lamas                                | 2015年4月4日   |
| ×    | ジョゼ・アルド                     | 5分5R終了 判定0-3                    | UFC 179: Aldo vs. Mendes 2 【UFC世界フェザー級タイトルマッチ】   | 2014年10月25日 |
| ○    | ニック・レンツ                     | 5分3R終了 判定3-0                    | UFC on FOX 9: Johnson vs. Benavidez 2                            | 2013年12月14日 |
| ○    | クレイ・グイダ                     | 3R 0:30 TKO（右フック→パウンド）     | UFC 164: Henderson vs. Pettis                                    | 2013年8月31日  |
| ○    | ダレン・エルキンス                 | 1R 1:08 KO（右フック→パウンド）      | UFC on FOX 7: Henderson vs. Melendez                             | 2013年4月20日  |
| ○    | ヤオツィン・メザ                   | 1R 1:55 KO（右フック→パウンド）      | UFC on FX 6: Sotiropoulos vs. Pearson                            | 2012年12月15日 |
| ○    | コーディ・マッケンジー             | 1R 0:31 KO（右ボディブロー）         | UFC 148: Silva vs. Sonnen 2                                      | 2012年7月7日   |
| ×    | ジョゼ・アルド                     | 1R 4:59 KO（膝蹴り）                 | UFC 142: Aldo vs. Mendes 【UFC世界フェザー級タイトルマッチ】     | 2012年1月14日  |
| ○    | ハニ・ヤヒーラ                     | 5分3R終了 判定3-0                    | UFC 133: Evans vs. Ortiz                                         | 2011年8月6日   |
| ○    | 小見川道大                         | 5分3R終了 判定3-0                    | UFC 126: Silva vs. Belfort                                       | 2011年2月5日   |
| ○    | ハビエル・バスケス                 | 5分3R終了 判定3-0                    | WEC 52: Faber vs. Mizugaki                                       | 2010年11月11日 |
| ○    | カブ・スワンソン                   | 5分3R終了 判定3-0                    | WEC 50: Cruz vs. Benavidez 2                                     | 2010年8月18日  |
| ○    | アンソニー・モリソン               | 1R 2:13 ギロチンチョーク             | WEC 48 :Aldo vs. Faber                                           | 2010年4月24日  |
| ○    | エリック・コク                     | 5分3R終了 判定3-0                    | WEC 47: Bowles vs. Cruz                                          | 2010年3月6日   |
| ○    | マイク・ジョイ                     | 5分3R終了 判定3-0                    | Tachi Palace Fights 1                                            | 2009年10月8日  |
| ○    | スティーブン・サイラー             | 1R 0:44 KO（パンチ連打）             | TPF: Best of Both Worlds                                         | 2009年7月16日  |
| ○    | アート・アルシニエガ               | 3分3R終了 判定3-0                    | PFC: Best of Both Worlds 2                                       | 2009年4月23日  |
| ○    | リーランド・グライドリー           | 2R 1:58 TKO（パンチ連打）            | PFC: Best of Both Worlds                                         | 2009年2月6日   |
| ○    | ジョヴァンニ・エンカーナシオン     | 1R 2:06 チョークスリーパー           | PFC 10: Explosive                                                | 2008年9月26日  |

### ベアナックル・ボクシング
- 2戦 1勝（1KO）1敗

| 戦           | 日付          | 勝敗 | 時間    | 内容    | 対戦相手               | 国籍           | 備考                 |
| ------------ | ------------- | ---- | ------- | ------- | ---------------------- | -------------- | -------------------- |
| 2            | 2023年4月29日 | 敗北 | 5R      | 判定1-2 | エディ・アルバレス     | アメリカ合衆国 | BKFC 41              |
| 1            | 2022年2月19日 | 勝利 | 4R 1:34 | TKO     | ジョシュア・アルバレス | アメリカ合衆国 | BKFC: KnuckleMania 2 |
| テンプレート |               |      |         |         |                        |                |                      |

## 表彰
- レスリング NCAAディビジョン1選手権 準決勝（2008年）
- レスリング NCAAオールアメリカン（2006年、2008年）
- UFC ファイト・オブ・ザ・ナイト（2回）
- UFC ノックアウト・オブ・ザ・ナイト（1回）
- UFC パフォーマンス・オブ・ザ・ナイト（2回）
- ESPN ファイト・オブ・ザ・イヤー（2014年/ジョゼ・アルド戦）
- World MMA Awards ファイト・オブ・ザ・イヤー（2014年/ジョゼ・アルド戦）
- MMA Junkie ファイト・オブ・ザ・イヤー（2014年/ジョゼ・アルド戦）